# Деби Мејзар
Дебора Ен Мејзар Коркос (енгл. Deborah Ann Mazar Corcos; Њујорк, 13. август 1964), америчка је филмска и ТВ глумица.